# Christkönigskirche (Maciejów)

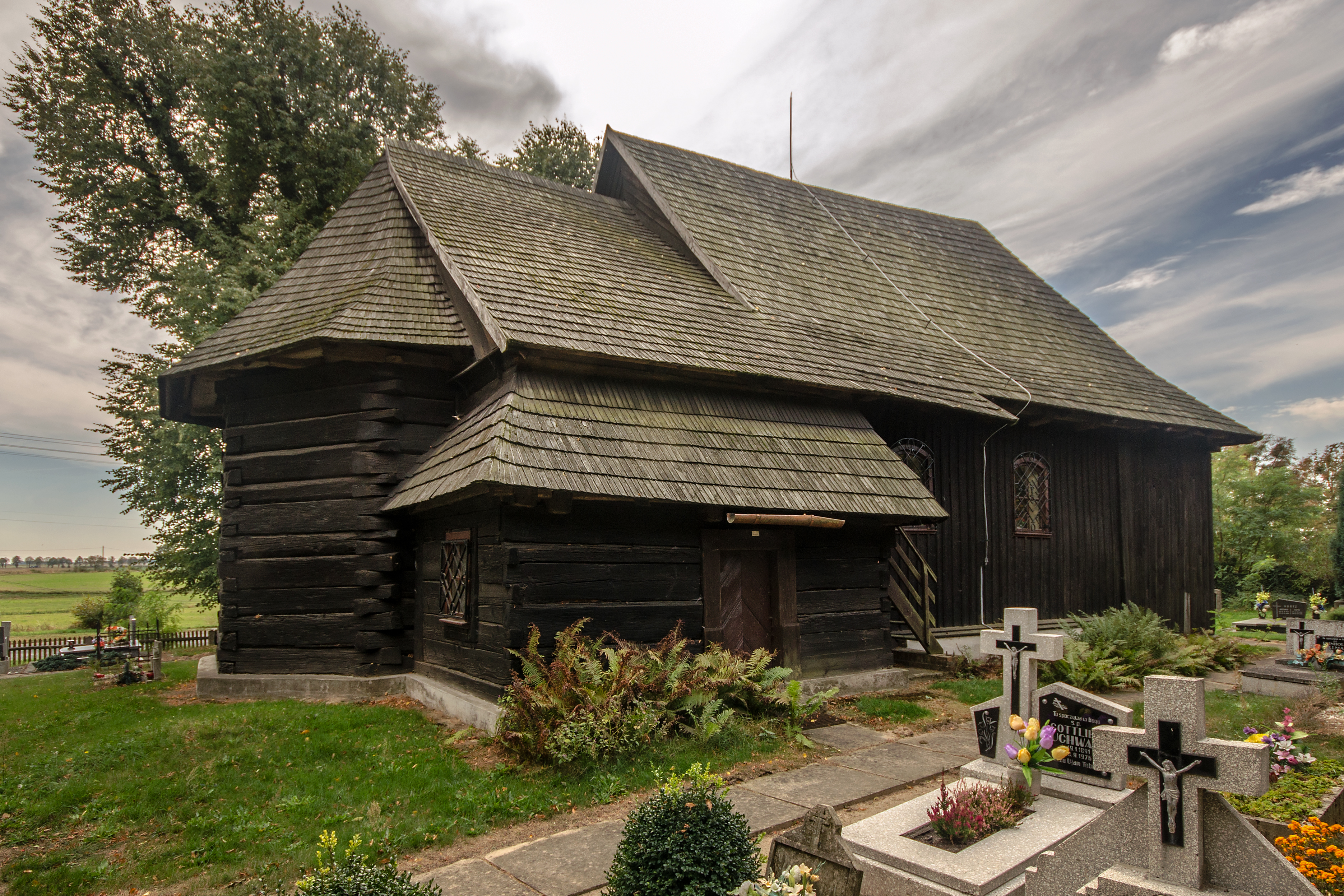
Christkönigskirche (2015)

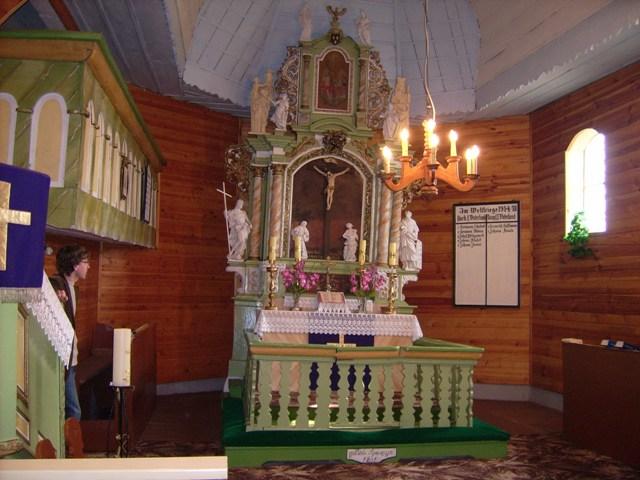
Altar

Die evangelisch-augsburgische Schrotholzkirche in Maciejów (dt. Matzdorf), einem Stadtteil von Kluczbork (dt. Kreuzburg O.S.) in der Woiwodschaft Oppeln, gehört zu den ältesten Baudenkmälern dieser Art.
Koordinaten: 51° 1′ 56,9″ N, 18° 17′ 6,5″ O

## Geschichte
Am 25. März 1446 erhielt der Pfarrer von Matzdorf, Johannes, vom kaiserlichen Notar Nicolaus von Frankenstein eine Spende für den Bau einer Dorfkirche. Der örtliche Gutsbesitzer von Matzdorf lieferte Holz aus seinem Wald. Noch im demselben Jahr wurde die Kirche eingeweiht. Im Jahre 1532 wurde die Kirche von der evangelischen Gemeinde übernommen. So entstand die drittälteste evangelische Pfarrerei im Oppelner Land nach Kreuzburg und Pitschen.
Im Jahre 1696 wurde die Kirche erneuert und ausgebaut, mit einem barocken Altar ausgestattet, mit den Figuren von Heiligen Johannes des Evangelisten, Katharina von Alexandrien, Florian von Lorch, Johannes des Täufers, des Propheten Mose sowie einer ungenannten Nonne.
Die Predigtkanzel wurde 1700 errichtet. 1851 entstand die Brüstung um den Altar mit der Inschrift „1851, Gottlieb Szymaszczyk“. Der 1850 während eines Gewitters eingestürzte Kirchturm wurde nicht wiederaufgebaut. Der untere Teil des Turmes dient als Vorraum.
Die Kirche besaß drei Glocken. Während des Zweiten Weltkriegs wurden zwei Glocken für Kriegszwecke beschlagnahmt. 1996 erhielt die Kirche eine neue Glocke.
Mit der Kirche ist die Gestalt des Imkers und Priesters Johann Dzierzon verbunden.

## Architektur

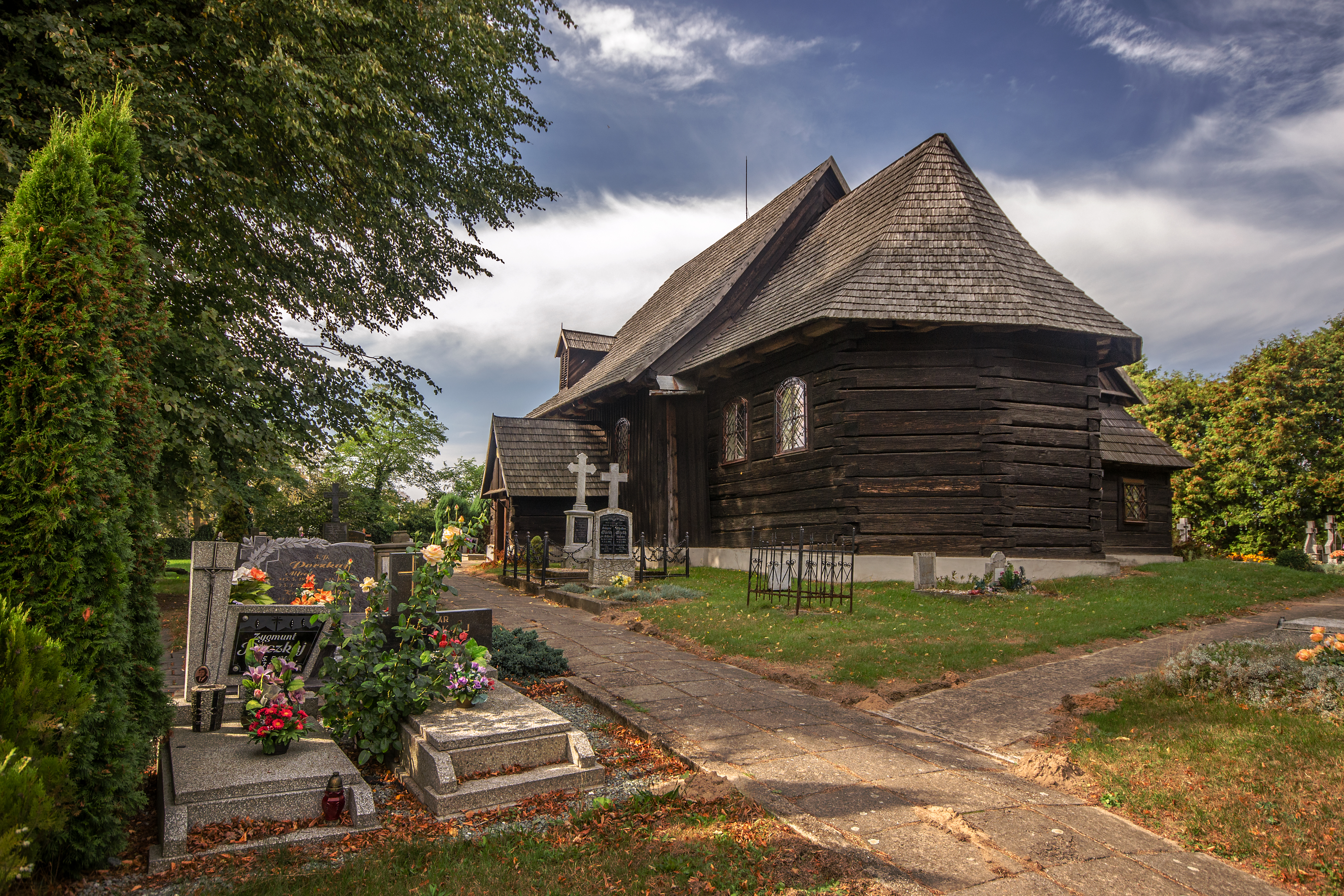
Blick auf die Rückseite der Kirche mit Anbau der Sakristei

Die Kirche ruht auf einem Sockel aus Geschiebesteinen. Die Wände sind aus grob behauenem Holz gebaut. Das Gotteshaus besteht aus vier Räumen: dem rechteckigen Saal, dem Chor mit abgeschrägten Ecken, dem Vorraum im ehemaligen Kirchturm sowie einer angebauten Sakristei. Die Wände des Saals sind zusätzlich mit senkrechten Leisten bedeckt. Der Saal und der Chor sind mit Walmdächern aus Schindeln bedeckt, der Vorraum trägt ein Satteldach und die Sakristei ein Pultdach.
Die Kirche ist mit einer Orgel aus dem Jahr 1861 der Firma Dürschlang aus Rybnik ausgestattet.
Die Kirche wurde am 9. Dezember 1953 unter 67/53 in das Verzeichnis der Baudenkmäler der Woiwodschaft Oppeln eingetragen.